# Bergmanns lag
Bergmanns lag eller Bergmanns regel är fenomenet att populationer av varmblodiga djur som lever i ett kallt klimat ofta har en större kroppsstorlek, än populationer av samma art som lever i ett varmare klimat, vilket först beskrevs av tyske zoologen Carl Bergmann.